# 約束 (東京女子流のアルバム)
『約束』（やくそく）は、東京女子流の3枚目のオリジナルアルバム。2013年1月30日にavex traxから発売された。

## 概要
TGS21からTGS31までの11曲その他を収録。Type-A（CD+Blu-ray disc）、Type-B（CD＋DVD）、Type-C（CD）の3種類発売。Type-Cには初回限定特典（ジャケットサイズカード）がある。
2013年2月11日付オリコンウィークリーチャートで13位を記録し、自己最高位を更新した。

## 収録曲
1. Intro
作曲：Hiroshi Matsui
2. Bad Flower（=TGS24）
作詞：Chihiro Kurosu（黒須チヒロ）、作曲：Kenji Hayashida、編曲：Hiroshi Matsui
3. 追憶 -Single Version-（=TGS21 Part2）
作詞：Chihiro Kurosu（黒須チヒロ）、作曲：Hiroki Sagawa from Asiatic Orchestra（Vanir）、編曲：Hiroshi Matsui
4. ディスコード（=TGS26）
作詞：Shizuna Suzuki、作曲：Katsumi Onishi、編曲：Hiroshi Matsui
5. それでいいじゃん（=TGS27）
作詞：Chihiro Kurosu（黒須チヒロ）、作曲：Kenji Hayashida、編曲：Hiroshi Matsui
6. 大切な言葉（=TGS22）
作詞：Chihiro Kurosu（黒須チヒロ）、作曲：away、編曲：Hiroshi Matsui
7. 月とサヨウナラ（=TGS31）
作詞：Chihiro Kurosu（黒須チヒロ）、作曲・編曲：Hiroshi Matsui
8. 幻 （=TGS30）
作詞：Aya Harukazu、作曲：√A（Vanir）、編曲：Hiroshi Matsui
9. Overnight Sensation 〜時代はあなたに委ねてる〜（=TGS29）
作詞・作曲：Tetsuya Komuro・編曲：Hiroshi Matsui
10. ふたりきり（=TGS25）
作詞：Chihiro Kurosu（黒須チヒロ）、作曲：Yuuki Odagiri（Vanir）、編曲：Hiroshi Matsui
11. LolitA☆Strawberry in summer（=TGS23）
作詞・作曲：BOUNCEBACK、編曲：Hiroshi Matsui
12. 約束（=TGS28）
作詞：Chihiro Kurosu（黒須チヒロ）、作曲：Hiroki Sagawa from Asiatic Orchestra（Vanir）、編曲：Hiroshi Matsui
13. Outro
作曲：Hiroshi Matsui
14. ヒマワリと星屑 -English Version-
作詞：Chihiro Kurosu（黒須チヒロ）、作曲：Quadraphonic、編曲：Hiroshi Matsui、訳詞：Rei Mastrogiovanni
15. 月とサヨウナラ -Royal Mirrorball Mix-
Type-Cにのみ収録。

### Blu-ray
Type-Aのみ。
1. 「キラリ☆」から「Bad Flower」までの全ビデオクリップを収録
  1. キラリ☆
ミュージック・ビデオ監督：福居英晃[1]
  2. おんなじキモチ
ミュージック・ビデオ監督：竹久正記[2]
  3. 頑張って いつだって 信じてる
ミュージック・ビデオ監督：福居英晃[3]
  4. ヒマワリと星屑
ミュージック・ビデオ監督：多田卓也[4]
  5. Love like candy floss -TGS ver.-
ミュージック・ビデオ監督：田所貴司[5]
  6. 鼓動の秘密
ミュージック・ビデオ監督：本郷伸明[6]
  7. サヨナラ、ありがとう。
ミュージック・ビデオ監督：福居英晃[7]
  8. Limited addiction
ミュージック・ビデオ監督：井上哲央[8]
  9. Liar
ミュージック・ビデオ監督：多田卓也[9]
  10. Rock you!
ミュージック・ビデオ監督：井上強[10]
  11. 追憶 -Single Version-
ミュージック・ビデオ監督：福居英晃[11]
  12. LolitA☆Strawberry in summer
ミュージック・ビデオ監督：murakumo×まさたかP、キャラクターデザイン：ちゃもーい
  13. Bad Flower
ミュージック・ビデオ監督：多田卓也[12]
2. Special Contents
Maltine Records×TOKYO GIRLS' STYLE REMIX MIX PLAYER （MIX by tomad（Maltine Records））
  1. Liar （RE:NDZ Remix）
  2. ヒマワリと星屑 （Yoshino Yoshikawa "Pollarstars" Remix）
  3. ゆうやけハナビ （banvox Remix）
  4. Rock You! （tofubeats 1988 dub version）
  5. おんなじキモチ （Hercelot Remix）
  6. Limited addiction （okadada Remix）
  7. キラリ☆ （Avec Avec Remix）

- ネットレーベルのMaltine Recordsのアーティスト7組が東京女子流の楽曲をリミックスし、それをさらにtomadがDJ MIXしたもの。
- 映像は、SWITCH特別編集号「ソーシャルカルチャーネ申 1OO THE BIBLE」のグラビア撮影オフショット映像。

### DVD
Type-Bのみ。
1. Music Video
  1. 追憶 -Single Version-
  2. LolitA☆Strawberry in summer
  3. Bad Flower
2. Making Movie
3rd Album Making Movie
3. Special Movie
おでかけムービー 〜東京・奥多摩編〜
4. LIVE映像
  1. ヒマワリと星屑
（1st JAPAN TOUR 2011 〜鼓動の秘密〜 より)
  2. きっと 忘れない、、、（アコースティックバージョン）
（1st JAPAN TOUR 2011 〜鼓動の秘密〜 より）
  3. 鼓動の秘密 
（CONCERT*01『Limited addiction』 より）
  4. Liar
（CONCERT*01『Limited addiction』 より）
  5. 孤独の果て〜月が泣いている〜
（CONCERT*02『Christmas Live 2011』 より）
  6. LolitA☆Strawberry in summer
（2nd JAPAN TOUR 2012〜Limited addiction〜CONCERT*03『Rock you!』 より）
  7. Limited addiction -Unlimited addiction Mirrorball Royal Mix-
（2nd JAPAN TOUR 2012〜Limited addiction〜CONCERT*03『Rock you!』 より）